# شنگ سیونگ
شنگ سیونگ (انگلیسی: Sheng Siong) شرکت خرده‌فروشی سنگاپوری است، که در سال ۱۹۸۵ تأسیس شد.